# Гардем, Джейн
Джейн Мэри Гардем (англ. Jane Mary Gardam; 11 июля 1928[…], Coatham, Норт-Йоркшир — 28 апреля 2025, Чиппинг-Нортон, Юго-Восточная Англия) — английская писательница, автор детской и взрослой художественной литературы. Также пишет рецензии для журнала The Spectator и газеты The Telegraph. Лауреат многочисленных литературных премий, в том числе дважды — премии Уитбреда. В 2009 году стала офицером Ордена Британской империи.

## Биография
Гардем родилась в Коатэме, Северный Йоркшир, в семье Уильяма и Кэтлин Мэри Пирсон, и выросла в Камберленде и Северном Райдинге Йоркшира. Во время учёбы в школе её вдохновил передвижной женский театр под руководством Нэнси Хьюинс, поставившей спектакль She Stoops to Conquer. В семнадцать лет она выиграла стипендию для изучения английского языка в Бедфордском колледже. После окончания университета Гардам работала на различных должностях, связанных с литературой, сначала в качестве разъездного библиотекаря Красного Креста в больничных библиотеках, а затем журналистом. Вышла замуж за Дэвида Гардама, и у них родилось трое детей: Тим, Катарина (Китти) Николсон, художник-ботаник, умершая в 2011 году, и Том.
Первой книгой Гардем был детский роман «Долгий путь из Вероны» (A Long Way From Verona), повествование от первого лица 13-летней девочки, опубликованный в 1971 году. В 1991 году роман получил премию «Феникс» от Ассоциации детской литературы, которая присуждается лучшей детской книге, опубликованной двадцатью годами ранее и не получившей главной награды. В 1989 году Гардем вошла в состав жюри (тогда ещё) Уитбредовской книжной премии, ныне известной как премия Коста.
В своих последних художественных произведениях она исследовала смежные темы и пересказывала истории с разных точек зрения в трёх романах: Old Filth (2004), The Man in the Wooden Hat (2009) и Last Friends (2013). Один американский рецензент отметил, что её внимание к «запутанной паутине манер и классов, свойственных жителям её родины», не объясняет, почему она остается менее известной международной аудитории, чем её английские современники. Он рекомендовал роман Old Filth за его «типичное совершенство и навязчивую читабельность», написанную романисткой «на пике своей формы». Журнал The Spectator похвалил роман The Man in the Wooden Hat за «богатые сложности хронологии, обстановки и характеров, которыми она манипулирует с удивительной ловкостью». В 2015 году по результатам опроса BBC книга «Старая мерзость» вошла в число 100 величайших британских романов.
Гардем умерла в медицинском учреждении в Чиппинг-Нортоне 28 апреля 2025 года в возрасте 96 лет.

## Произведения

### Детские книги
- A Long Way from Verona (1971)
- A Few Fair Days (1971)
- The Summer After the Funeral (1973)
- Bridget and William (1981)
- The Hollow Land (1981), (удостоилась премии Whitbread Children’s Book Award)
- Horse (1982)
- Kit (1983)
- Kit in Boots (1986)
- Swan (1987)
- Through the Doll’s House Door (1987)
- Black Woolly Pony (1993)
- Tufty Bear (1996)
- The Kit Stories (1998)

### Романы
- Bilgewater (1977)
- God on the Rocks (1978); (шорт-лист Букеровской премии)
- Crusoe’s Daughter (1985)
- The Queen of the Tambourine (1991);
- Faith Fox (1996)
- The Flight of the Maidens (2000)
- Old Filth (2004)
- The Man in the Wooden Hat (2009)
- Last Friends (2013) (шорт-лист Folio Prize[20][21])